# Naintré
Naintré är en kommun i departementet Vienne i regionen Nouvelle-Aquitaine i västra Frankrike. Kommunen ligger i kantonen Châtellerault-Sud som tillhör arrondissementet Châtellerault. År 2022 hade Naintré 5 954 invånare.

## Befolkningsutveckling
Antalet invånare i kommunen Naintré
| Referens: INSEE |